# Tekellatus lamingtoniensis
Tekellatus lamingtoniensis är en spindelart som beskrevs av Jörg Wunderlich 1978. Tekellatus lamingtoniensis ingår i släktet Tekellatus och familjen Cyatholipidae.
Artens utbredningsområde är Queensland. Inga underarter finns listade i Catalogue of Life.